# 8 Days of Christmas
| Đánh giá chuyên môn | Đánh giá chuyên môn |
| Nguồn đánh giá      | Nguồn đánh giá      |
| Nguồn               | Đánh giá            |
| ------------------- | ------------------- |
| Allmusic            | [ 1 ]               |
| Slant Magazine      | [ 2 ]               |

8 Days of Christmas (Tạm dịch: 8 Ngày Giáng Sinh) là một album Giáng Sinh của nhóm nhạc R&B người Mỹ Destiny's Child, phát hành bởi hãng Columbia Records vào tháng 10 năm 2001 tại Hoa Kỳ.
Album gồm 7 ca khúc Giáng Sinh truyền thống và 4 ca khúc tự sáng tác. Nhiều ca khúc trong album thường được phối lại theo phong cách R&B. Album được thu âm vào Hè 2001 tại Mỹ, nhưng thành viên Kelly của nhóm đã chia sẻ khi trình chiếu video "8 Days of Christmas" ở chương trình 106 & Park vào mùa Thu 2001 rằng một phần của album còn được thu âm tại Nhật Bản khi họ đang thực hiện tour diễn quảng bá của mình. Trong một cuộc phỏng vấn khác, Beyoncé đã tiết lộ rằng: Thật sự chúng tôi đã viết ca khúc [chủ đề] hai năm về trước, khi nhóm đang trong phòng thu và mong muốn làm một sản phẩm Giáng Sinh. Ca khúc "8 Days of Christmas" được phát hành lần đầu tiên vào tháng 11 năm 2000 trong ấn bản phát hành lại của "The Writing's on the Wall".
Album sau đó đã xuất hiện lần đầu tiên với vị trí #75 trên bảng xếp hạng Billboard 200 với 23,000 bản được tiêu thụ vào tuần đầu tiên và sau đó đã vươn lên vị trí #34 vài tuần sau đó. Album còn nhận được chứng nhận đĩa Vàng do hiệp hội RIAA trao tặng vào tháng 12 năm 2001 kèm theo 500,000 bản tổng cộng bán tại Mỹ.
Măm 2004, một ấn bản phát hành lại của album được phát hành, gồm những ca khúc chưa được ra mắt trước đó.

## Danh sách ca khúc
1. "8 Days of Christmas" (Erroll McCalla Jr., Beyoncé Knowles) – 3:31
2. "Winter Paradise" (B. Knowles, Rob Fusari, Falante Moore, G. Michael) – 3:36
3. "A 'DC' Christmas Medley" (H. Gillespie, F. Coots, S. Nelson, J. Rollins, J. Marks, G. Autry, O. Halderman) – 3:59
  1. "Santa Claus Is Coming to Town"
  2. "Jingle Bells"
  3. "Frosty the Snowman"
  4. "Have A Holly Jolly Christmas"
  5. "Deck the Halls"
  6. "Here Comes Santa Claus"
4. "Silent Night" (do Beyoncé Knowles) – 3:41
5. "Little Drummer Boy" (cùng Solange Knowles) (K. Davis, H. Onorati, H. Simeone) – 3:36
6. "Do You Hear What I Hear" (bởi Kelly Rowland) (N. Rigney, G. Shain) – 3:47
7. "White Christmas" (I. Berlin) – 1:43
8. "Platinum Bells" (R. Evans, J. Livingston – 1:27
9. "O' Holy Night" (by Michelle Williams) (A. Adam) – 4:25
10. "Spread a Little Love on Christmas Day" (B. Edwards Jr., B. Knowles) – 3:42
11. "This Christmas" (N. McKinnor, D. Hathaway) – 3:38
12. "Opera of the Bells" (M. Dythrovych) – 4:35

| Phiên bản Quốc tế COL 504170 2 | Phiên bản Quốc tế COL 504170 2                    | Phiên bản Quốc tế COL 504170 2          | Phiên bản Quốc tế COL 504170 2 |
| STT                            | Nhan đề                                           | Sáng tác                                | Thời lượng                     |
| ------------------------------ | ------------------------------------------------- | --------------------------------------- | ------------------------------ |
| 13.                            | "Proud Family (bởi Solange cùng Destiny's Child)" | Kurt Farquhar, Gerald "Gee Gee" Harbour | 2:17                           |

| Ấn bản phát hành lại năm 2004 | Ấn bản phát hành lại năm 2004                     | Ấn bản phát hành lại năm 2004     | Ấn bản phát hành lại năm 2004 |
| STT                           | Nhan đề                                           | Sáng tác                          | Thời lượng                    |
| ----------------------------- | ------------------------------------------------- | --------------------------------- | ----------------------------- |
| 13.                           | "Home For The Holidays"                           | B. Knowles, S. Knowles, Bama Boyz | 3:10                          |
| 14.                           | "Rudolph the Red-Nosed Reindeer"                  |                                   | 2:31                          |
| 15.                           | "Proud Family (bởi Solange cùng Destiny's Child)" |                                   | 2:17                          |
| 16.                           | "Emotion (với tiếng đàn)"                         |                                   | 4:22                          |

| Phiên bản Đĩa Đôi, mặt DVD | Phiên bản Đĩa Đôi, mặt DVD                             | Phiên bản Đĩa Đôi, mặt DVD |
| STT                        | Nhan đề                                                | Thời lượng                 |
| -------------------------- | ------------------------------------------------------ | -------------------------- |
| 1.                         | "8 Days of Christmas (Video ca nhạc)"                  |                            |
| 2.                         | "Rudolph the Red-Nosed Reindeer (Video ca nhạc)"       |                            |
| 3.                         | "8 Days of Christmas (Trình diễn trực tiếp)"           |                            |
| 4.                         | "Hậu trường chuyến viếng thăm tại Nhà Ronald McDonald" |                            |
| 5.                         | "Sắp phát hành: Đoạn quảng cáo của DVD Trực tiếp"      |                            |
| 6.                         | "Tổng cộng 12 ca khúc kiểu âm thanh PCM"               |                            |

## Lịch sử phát hành
| Quốc gia | Ngày                 | Định dạng          |
| -------- | -------------------- | ------------------ |
| Hoa Kỳ   | 23 tháng 10 năm 2001 | CD                 |
| châu Âu  | 12 tháng 11 năm 2001 | CD                 |
| Hoa Kỳ   | 18 tháng 10 năm 2005 | DualDisc (Đĩa Đôi) |

## Xếp hạng
| Bảng xếp hạng (2001)         | Hiệp hội      | Vị trí | Chứng nhận |
| ---------------------------- | ------------- | ------ | ---------- |
| Australian ARIA Albums Chart | ARIA          | 64     |            |
| Austrian Albums Chart        | Media Control | 20     |            |
| Dutch Albums Chart           | MegaCharts    | 24     |            |
| French Albums Chart          | SNEP/IFOP     | 134    |            |
| German Albums Chart          | Media Control | 80     |            |
| Japanese Albums Chart        | Oricon        | 20     |            |
| Hoa Kỳ Billboard 200         | Billboard     | 34     | Vàng       |